# Gianmarco Moschin
Gianmarco Moschin (Monselice, 31 maggio 1989) è un taekwondoka italiano.

## Carriera
Nel 2005 vince l'Italia Open e la competizione Mondiale denominata "Golden Belt". Sempre nel 2005 è stato premiato dalla rivista di arti marziali Samurai come atleta più titolato d'Italia.
Nel 2006 passa nella categoria senior; nel 2009 decide di passare al “K1 full contact” dove vince tre Galà e il titolo di vicecampione italiano “FIKBMS”.
Nel 2011 ritorna alla pratica del kick-boxing diventando vicecampione del mondo e acquisendo il 2º DAN.
Nel 2012 partecipa al mondiale open dove erano presenti tutte le arti marziali. Partecipa con la kick-boxing in due categorie di peso arrivando in tutte e due al terzo posto, in questo contesto era presente anche il taekwondo wtf e decise di parteciparvi conquistando il terzo posto. Nel 2013 acquisisce il 3Dan nella kickboxing. Nel 2013 vince i campionati italiani cinture rosse di taekwondo Fita. Nel 2015, 2016 e 2017 diventa vicecampione italiano di taekwondo fita. Nel 2016 conquista il Bronzo ai campionati italiani a categorie olimpiche. Convocato in Nazionale per l'anno 2016 e 2017.

### Palmarès
Oro - 9º Junior Cup - Dicembre 2016
Oro - Campionato Interregionale Riccione
Oro - Interregionale Ligure
Oro - 3º INTERNAZIONALE GRECIA SALENTINA
Bronzo - TUSCANY OPEN 2017
Oro - 1º TORINO ROYAL CUP
Oro - 10º JUNIOR CUP
Oro - 1º ALLBLACKS TAEKWONDO OPEN
Oro - CAMPIONATO INTERREGIONALE MARCHE
Da Pozzonovo alle Olimpiadi di Rio: il sogno di Jet Boy